# الصفاء (الظهار)

تعديل مصدري - تعديل

الصفاء محلة تابعة لقرية جبل حداد، التابعة لعزلة انامر بمديرية الظهار إحدى مديريات محافظة إب في الجمهورية اليمنية.، بلغ تعداد سكانها 45 حسب تعداد اليمن لعام 2004.